# Théorème de Golod-Chafarevitch
En mathématiques, le théorème de Golod–Chafarevitch (ou Golod-Shafarevic), énoncé et prouvé en 1964 par Evgeny Golod et Igor Chafarevitch, est un théorème de théorie combinatoire des groupes. Il a permis en particulier de construire des contre-exemples à des conjectures tant de théorie des groupes que de théorie des nombres.

## Le théorème
Soit p un nombre premier et soit G un p-groupe fini, c’est-à-dire un groupe fini dont tous les éléments sont d’ordre une puissance de p.
Si d est le nombre minimal de générateurs et r le nombre minimal de relations d’une présentation du groupe G, on a l’inégalité fondamentale :
{\displaystyle r>{\frac {d^{2}}{4}}}.
Dans l'article initial de Golod et Chafarevitch en 1964, le nombre {\displaystyle d} était replacé par {\displaystyle d-1}. L’inégalité plus forte, avec {\displaystyle d}, a été prouvée simultanément et indépendamment par Wolfgang Gaschütz et Ernest Vinberg.
La preuve originelle reposait sur de l’algèbre non commutative, en particulier sur des quotients d’anneaux de séries formelles à variables non commutatives. Une preuve fondée sur la cohomologie des groupes a été ensuite proposée par Peter Roquette. L’inégalité de Golod et Shafarevic revient en effet à l’inégalité suivante entre groupes d’homologie ({\displaystyle F_{p}} est ici le corps fini à p éléments): 
{\displaystyle {\hbox{dim}}H_{2}(G,F_{p})>{\frac {{\hbox{dim}}H_{1}(G,F_{p})^{2}}{4}}}.

## Applications
Le théorème a plusieurs conséquences importantes, tant dans la théorie des groupes elle-même qu'en théorie des nombres.

### Problème de Burnside
En 1902, William Burnside avait demandé si un groupe engendré par un nombre fini d'éléments et de torsion, c'est-à-dire dont tous les éléments sont d'ordre fini, est nécessairement fini.
Le théorème de Golod et Chafarevitch permet de construire, pour tout nombre premier p, un groupe infini G engendré par 3 éléments dont chaque élément a pour ordre une puissance de p. La réponse à la question de Burnside est donc négative,.

### Problème de Kurosh-Levitzki
Golod obtient aussi la construction d'un nil-anneau qui n'est pas localement nilpotent.

### Tour de corps de classes
En théorie des corps de classes, la tour des corps de classes d’un corps de nombres K est la suite d'extensions du corps construite en itérant la construction du corps de classes de Hilbert. Autrement dit, on construit d’abord le corps de classes de Hilbert, c’est-à-dire l’extension H abélienne maximale non ramifiée de K ; c'est une extension finie, dont le groupe de Galois sur K est isomorphe au groupe des classes d’idéaux de K). On construit ensuite le corps de Hilbert de H, puis le corps de Hilbert de celui-ci, etc. Une question était de savoir si cette tour était toujours finie, autrement dit, si l’une des extensions ainsi obtenues était son propre corps de Hilbert. L'intérêt initial du problème était d'obtenir ainsi une extension finie du corps de base dont tous les idéaux seraient principaux.
Une conséquence du théorème de Golod-Chafarevitch est que ce n’est pas le cas. Dans leur article de 1964, Golod et Chafarevitch donnent comme contre-exemple le corps
{\displaystyle K=Q({\sqrt {-3.5.7.11.13.17.19}})=Q({\sqrt {-4849845}})}.
Avec la forme un peu plus forte donnée plus haut de l'inégalité, on peut montrer que si K est un corps quadratique imaginaire dont le discriminant a au moins 6 diviseurs premiers distincts, sa 2-tour de corps de classes (c'est-à-dire la tour de corps obtenue en se limitant à chaque étage à l'extension abélienne maximale non ramifiée dont le groupe de Galois est un 2-groupe) est de degré infini sur le corps. Plus généralement, un corps de nombres dont le discriminant a suffisamment de facteurs premiers, a une tour de corps de classes infinie. Un exemple (plus petit que l'exemple initial) de tel corps imaginaire est {\displaystyle K=Q({\sqrt {-2.3.5.7.11.13}})=Q({\sqrt {-30030}})} ; un exemple de corps réel dont la 2-tour de corps de clases est infinie est {\displaystyle K=Q({\sqrt {2.3.5.7.11.13.17.19}})=Q({\sqrt {9699690}})}. Des exemples plus petits sont maintenant connus.
Une autre conséquence concerne les discriminants des corps de nombres. Si {\displaystyle M(n)} est la valeur absolue minimale du discriminant d'un corps de nombres de degré n, et {\displaystyle D={\hbox{lim inf}}\ M(n)^{\frac {1}{n}}}, on a cru que D était infini. Mais le théorème de Golod et Chafarevitch permet de montrer que {\displaystyle D<4404,5} (de meilleures bornes ont été ensuite trouvées).